# Михайловка 2-я (Новосибирская область)
Миха́йловка 2-я — деревня в Куйбышевском районе Новосибирской области. Входит в состав Камского сельсовета.

## География
Деревня находится в лесистой местности, на правом берегу реки Кама (приток Оми), на расстоянии 61 км к северо-западу от города Куйбышев, административного центра района. Площадь деревни — 28 гектаров.

## Население
| 2002 | 2007 | 2010 |
| ---- | ---- | ---- |
| 90   | ↗101 | ↘66  |

## Инфраструктура
В деревне по данным на 2007 год функционирует 1 учреждение здравоохранения. Имеется мост через реку, по которому проходит подъездная дорога длинной 5,5 км от села Кама.